# Jorge Mussi
Jorge Mussi ComMM (Florianópolis, 8 de março de 1952) é um advogado e ex-magistrado brasileiro. Foi ministro do Superior Tribunal de Justiça (STJ) entre 2007 e 2023.

## Carreira
Jorge Mussi graduou-se em direito pela Universidade Federal de Santa Catarina em 1976.
Foi advogado entre 1977 a 1994. Nesse período, entre outras funções, foi consultor jurídico do Estado de Santa Catarina (1983), procurador-geral do município de Florianópolis (1983-1985) e conselheiro estadual da OAB-SC (1986-1991).
Em 1994, através do quinto constitucional, ingressou na magistratura como desembargador do Tribunal de Justiça de Santa Catarina (TJ-SC), onde atuou nas áreas cível e criminal. Presidiu o tribunal de fevereiro de 2004 a fevereiro de 2006, chegando a substituir o governador no cargo de chefe do Estado.
Em março de 2006, foi condecorado pelo vice-presidente José Alencar à admissão na Ordem do Mérito Militar, no grau de Comendador especial.
Em 12 de dezembro de 2007, tomou posse como ministro do Superior Tribunal de Justiça, nomeado pelo presidente Luiz Inácio Lula da Silva em vaga destinada a membros de Tribunal de Justiça, a partir de lista tríplice votada pelos integrantes do STJ. Foi o quarto catarinense a assumir esse cargo, após os ministros Paulo Gallotti, Hélio Mosimann e Teori Zavascki.
Aposentou-se do STJ em 10 de janeiro de 2023 e retornou à advocacia.

## Vida pessoal
Jorge Mussi tem um filho com o qual não mantém contato, Tiago Silva Mussi, nascido em 1982, tendo sido a paternidade reconhecida judicialmente apenas em 2018. A mãe de Tiago, Regina Silva, falecida em 2020, foi empregada da família de Jorge Mussi.